# Ridge Farm (Illinois)
Ridge Farm est un village situé au nord du comté de Vermilion dans l'Illinois, aux États-Unis,. Le village est incorporé le 30 juillet 1894.

## Démographie
Lors du recensement de 2010, le village comptait une population de 882 habitants. Elle est estimée, en 2016, à 840 habitants.

### Source de la traduction
- (en) Cet article est partiellement ou en totalité issu de l’article de Wikipédia en anglais intitulé « Ridge Farm, Illinois » (voir la liste des auteurs).